# Vinduet
Vinduet er et norsk litteraturtidsskrift grundlagt i 1947 af Nic. Stang og Harald Grieg. Tidsskriftet udgives af Gyldendal Norsk Forlag og udkommer med fire numre om året. Redaktør siden 2008 er Audun Vinger. Indholdet er oftest en blanding af skønlitterære tekster, artikler om litteratur af forskellig slags og boganmeldelser. Vinduet har haft stor betydning i Norge gennem sin præsentation af ny og ofte ukonventionel litteratur.